# 548e division de grenadiers
La 548e division de grenadiers (en allemand : 548. Grenadier-Division ou 548. GD) est une des divisions d'infanterie de l'armée allemande (Wehrmacht) durant la Seconde Guerre mondiale.

## Historique
La 548e division de grenadiers est formée le 11 juillet 1944 comme Sperr-Division 548 dans le Wehrkreis IV en tant qu'élément de la 29. Welle (29e vague de mobilisation).
Elle est affectée en Lituanie dans le XII. SS-Armeekorps de la 3. Panzer-Armee au sein de l'Heeresgruppe Mitte.
Elle est renommée 548. Volks-Grenadier-Division le 9 octobre 1944.

## Organisation

### Commandants
| Date                             | Grade        | Commandant  |
| -------------------------------- | ------------ | ----------- |
| 11 juillet 1944 - 9 octobre 1944 | Generalmajor | Erich Sudau |

## Théâtres d'opérations
- Front de l'Est, secteur Centre : Juillet 1944 - Octobre 1944

## Ordre de bataille
- Grenadier-Regiment 1094
- Grenadier-Regiment 1095
- Grenadier-Regiment 1096
- Artillerie-Regiment 1548
  - I. Abteilung
  - II. Abteilung
  - III. Abteilung
  - IV. Abteilung
- Füsilier-Kompanie
- Divisionseinheiten 1548